# Connie Crothers

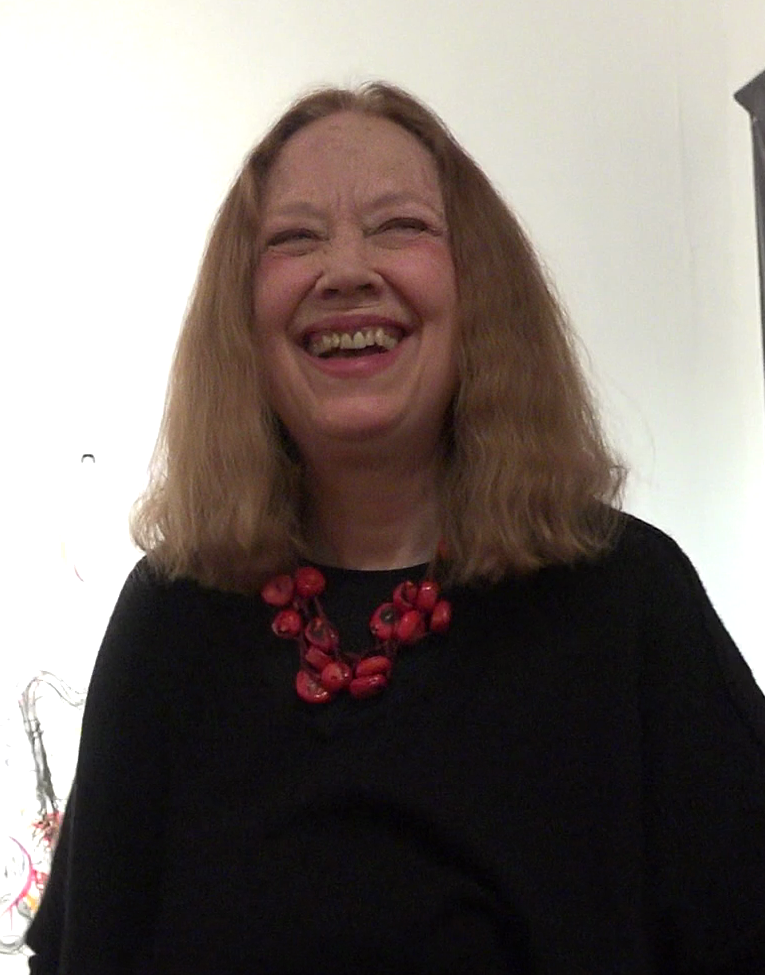
Connie Crothers em uma galeria no Lower East Side, em Nova York em 2015

Connie Crothers (Palo Alto (Califórnia), 2 de maio de 1941 - 13 de agosto de 2016) foi uma pianista de jazz. Ela se formou em música na Universidade da Califórnia em Berkeley antes de se tornar estudante de Lennie Tristano.
Crothers começou a estudar piano clássico aos 9 anos e passou a maior parte de seu tempo compondo na Universidade da Califórnia em Berkeley. Em Berkeley, seus professores enfatizaram “procedimento e estrutura” e “rigor composicional” sobre a expressão emocional, o que não se coaduna com Crothers.
Depois de sua morte, ela tornou-se presidenta da Jazz Foundation Lennie Tristano. Ela também é conhecida por trabalhos realizados com Max Roach na década de 1980, como o álbum Swish.
Como líder dirigiu-se um quarteto com Richard Tabnik e Roger Mancuso.
Connie morreu de câncer em 13 de agosto de 2016.